# Dendrobium nimium
Dendrobium nimium är en orkidéart som beskrevs av Johannes Jacobus Smith. Dendrobium nimium ingår i släktet Dendrobium, och familjen orkidéer. Inga underarter finns listade i Catalogue of Life.